# Pampelišky smetánky
Pampelišky smetánky (Taraxacum sect. Taraxacum Kirschner et al.) jsou rozsáhlý komplex apomiktických druhů z rodu pampeliška (Taraxacum) dříve považovaný za jediný druh pampeliška lékařská – Taraxacum officinale (L.) Weber ex F. H. Wigg.
Jde o běžné rostliny s nápadnými žlutými květenstvími, tzv. úbory, které se posléze mění v plodenství ochmýřených nažek. Rostou obecně na loukách, u cest a na trávnících, kvetou zpravidla od dubna do června a někdy znovu na podzim.

## Systematika
Tradičně byl tento druhový komplex klasifikován jako jediný druh, zakladatel botanického názvosloví Carl Linné jej popsal jako Leontodon officinale, později došlo k přesunutí do úžeji pojatého rodu Taraxacum. Druh Taraxacum officinale označovala česká nomenklatura jménem pampeliška lékařská, případně také pampeliška smetánka či smetánka lékařská.
Pozdější výzkumy však prokázaly, že se z fylogenetického hlediska nejedná o jediný druh, ale rozsáhlý komplex tzv. mikrospecií, mnoha drobných druhů rozmnožujících se převážně apomikticky (dochází k opylení, ale nikoli k oplození). Komplex je správně označován jako pampelišky smetánky (Taraxacum sect. Taraxacum Kirschner et al.) a zahrnuje morfologicky velice blízké druhy, které jsou díky apomixii geneticky dostatečně izolované. Pro velký počet těchto morfologicky shodných druhů, které se navíc navzájem různě kříží, jsou pampelišky smetánky považovány spolu s jestřábníky (Hieracium) a ostružiníky (Rubus) za taxonomicky jednu z nejobtížnějších skupin flóry střední Evropy.
Jelikož komplex sdružuje mikrospecie z okruhu pampelišky lékařské (Taraxacum officinale (L.) Weber ex F. H. Wigg.), za kterou byly všechny popsané mikrospecie tradičně pokládány, lze jej alternativně označovat také jako pampeliška lékařská agg. (Taraxacum officinale agg.) či pampeliška lékařská s. l. (Taraxacum officinale s. l.)[zdroj?]
V současnosti[kdy?] převažuje členění rodu Taraxacum do několika sekcí, přičemž pampelišky smetánky jsou typovou sekcí Taraxacum sect. Taraxacum. Některé publikace z této sekce navíc vyčleňují sekci T. sect. Ruderalia a považují za smetánky pouze tyto mikrospecie.

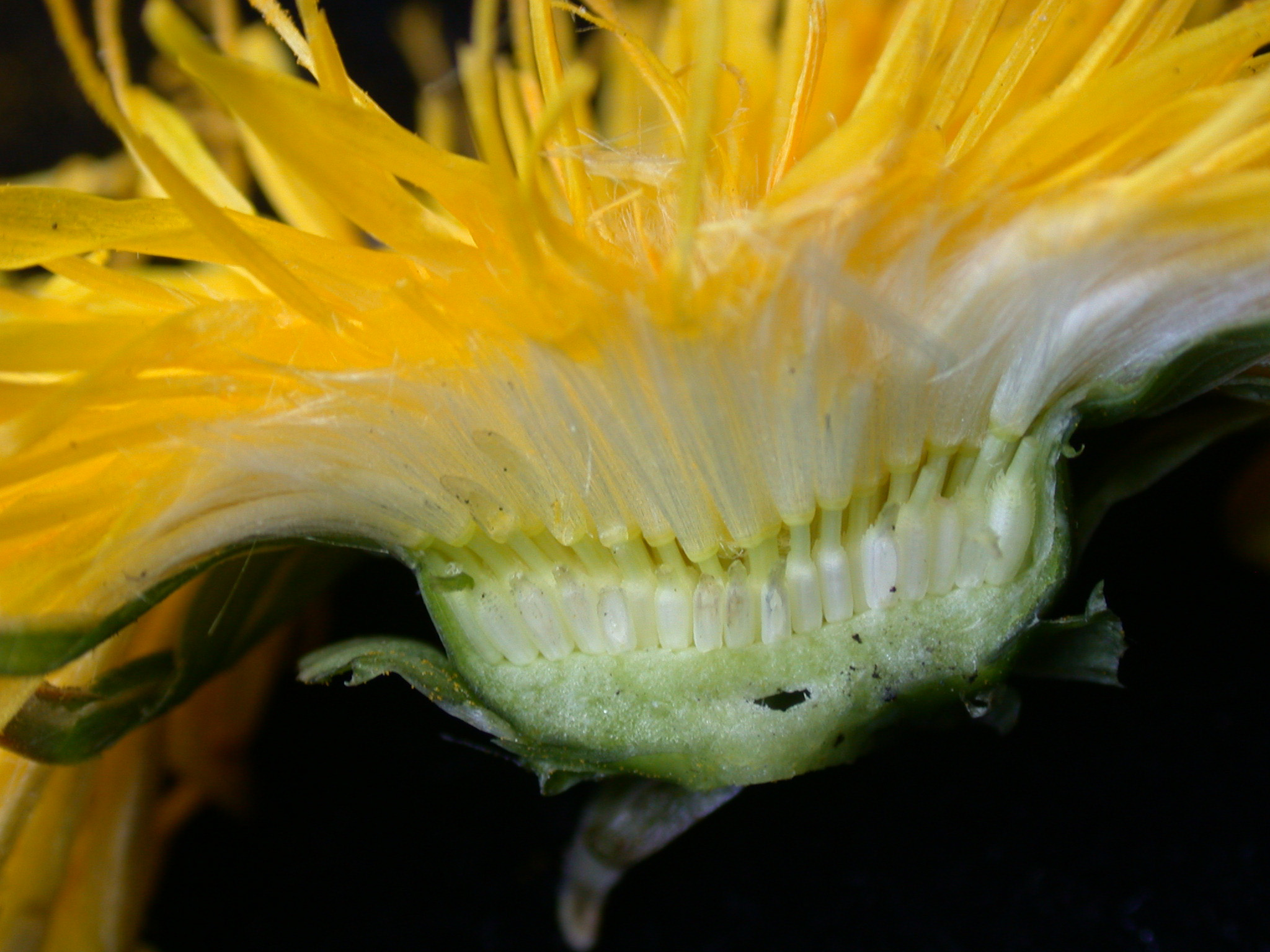
Úbor pampelišky; květní lůžko, zákrov, jazykovité květy

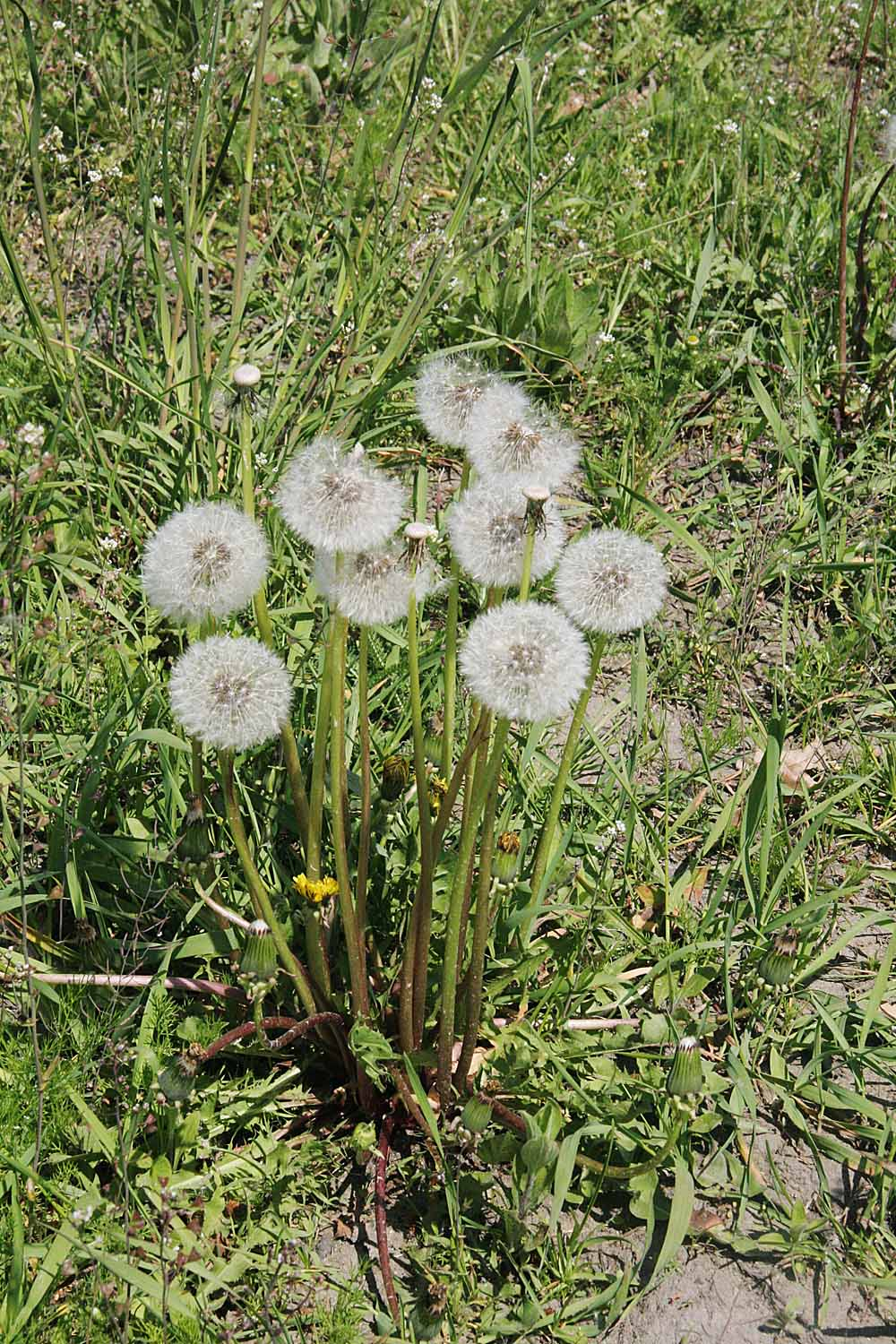
Pampeliška se zralými plody

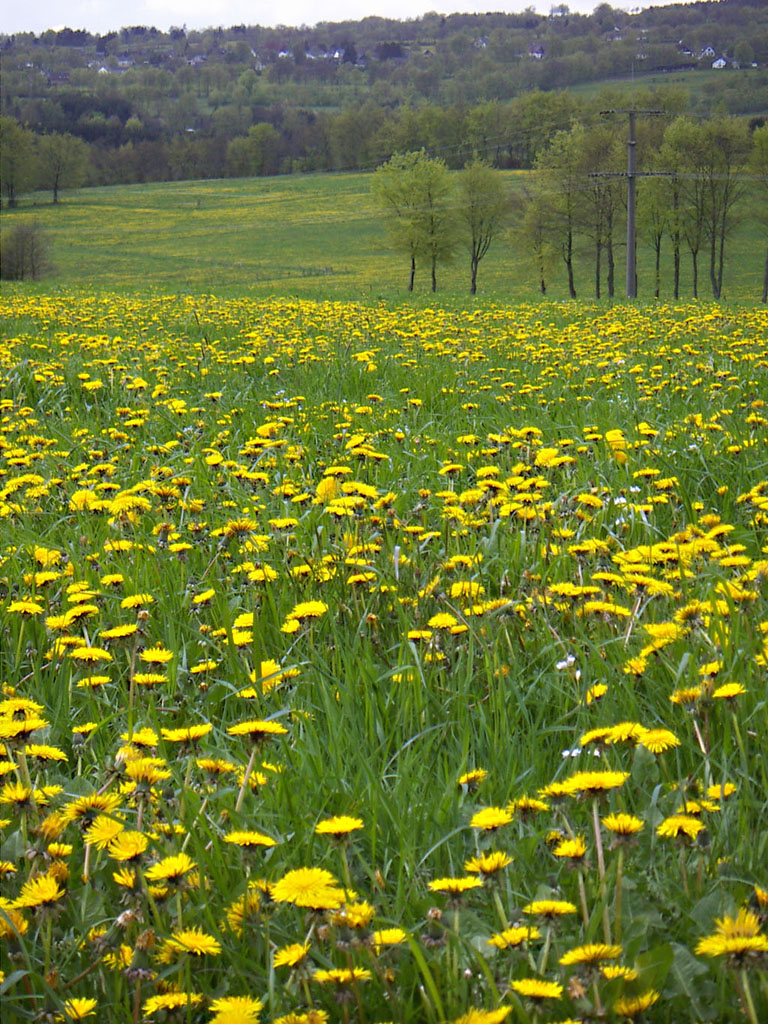
Louka s kvetoucími pampeliškami

Na území České republiky se odhadem nachází až 250 mikrospecií pampelišek smetánek. Databáze české flóry a vegetace Pladias uvádí 234 druhů v osmi sekcích (Taraxacum sect. Alpestria, pampelišky sekce Alpestria; T. sect. Celtica, keltské pampelišky; T. sect. Dioszegia, pampelišky sekce Dioszegia; T. sect. Erythrosperma, červenoplodé pampelišky; T. sect. Hamata, hákovité pampelišky; T. sect. Palustria, bahenní pampelišky; T. sect. Piesis, pampeliška sekce Piesis; T. sect. Taraxacum, pampelišky smetánky). Popsáno jich je zatím asi 152.
Samotná mikrospecie pampeliška lékařská (Taraxacum officinale (L.) Weber ex F. H. Wigg.), na níž založil Linné svůj popis, na území Čech a Moravy neroste, její areál je omezen na Skandinávii. Nejhojnějšími zástupci této skupiny pampelišek na našem území jsou například pampeliška křídlatá (Taraxacum alatum Lindb. fil.), pampeliška bezzubá (Taraxacum hepaticum Railons.), pampeliška záhadná (Taraxacum glossodon Sonck et H. Øllg.) nebo pampeliška upravená (Taraxacum interveniens Hagl.). V nejteplejších oblastech jižní Moravy roste také sexuální druh této skupiny, pampeliška mnohoúborná (Taraxacum linearisquamum van Soest), který je morfologicky velmi variabilní.

## Popis
Pampelišky jsou vytrvalé plevelné byliny vysoké 5–40 cm, s houževnatým zásobním kořenem. Listy tvoří přízemní růžici. Květenství vyrůstají z listové růžice na dutých stvolech a tvoří je zářivě žluté květní úbory. Květní úbory tvoří až 200 jednotlivých jazykových květů.
Kvetou od dubna do srpna, plodem jsou nažky s bílým padáčkovitým chmýřím, díky kterému se semena snadno šíří větrem na velkou vzdálenost. Celá rostlina je prostoupena mléčnicemi. Při utržení roní bílou hořkou šťávu, latex, který po zaschnutí zanechává na kůži tmavé skvrny.

## Rozšíření, výskyt
Přirozeně rostou v mírném pásmu severní polokoule (Evropa, Amerika, Asie) ve všech vegetačních stupních, převážně však v mezických biotopech. Různé druhy komplexu byly zavlečeny více méně do všech oblastí světa včetně tropů (např. Brazílie, Indonésie, Austrálie aj.).
Vyskytují se ve společenstvech mezofilních luk, na světlých sušších loukách, mezích, v zahradách a také jako konkurenční plevel na polích. Jedná se o nitrofilní druhy rostlin, tzn., že preferují půdy bohaté na dusík.
V ČR došlo v posledních dvou desetiletích[kdy?] k masivnímu rozšíření pampelišek na polích a loukách, což je způsobeno změnou využití krajiny. Dříve rozšířená pastva ustoupila či zcela zanikla a louky se sečou později. Pampelišky tak mají čas v květnu vysemenit a rozšířit se do neobhospodařovaného okolí i na louky. K úspěšnému šíření přispívá skutečnost, že pozemky ležící ladem byly dříve hojně hnojeny, tudíž zde pampelišky nacházejí příhodné podmínky v podobě bohatých zásob dusíku v zemi.

## Využití a účinky
Ačkoli jsou pampelišky brány spíše jako plevel, již jeden z možných českých druhových názvů základního druhu pampelišky (smetánky) lékařské (Taraxacum officinale) napovídá, že je významnou léčivou rostlinou. Je doporučována zejména při zánětech močových cest a při ledvinových kamenech. Zvyšuje tvorbu a vylučování žluči. Pozitivní účinky má i na trávicí soustavu. Lze ji užívat při žaludečních poruchách, také při prudkém střevním kataru, nechutenství nebo zácpě.
Sbírá se kořen před rozkvětem rostliny (březen–duben), listy (květen–září), nať s kořenem (březen–duben).
Pampelišku je možné rozmanitými způsoby konzumovat. Nejčastěji se využívají listy mladých rostlin, které se přidávají do zeleninových salátů, smoothie, polévek, těstovin i omelet. Z pampeliškových květů lze vyrobit lahodný sirup, víno či olej. Z kořene lze po usušení, upražení a rozemletí připravit nejen bezkofeinovou náhražku kávy, ale též pampeliškovou mouku. Z nerozvinutých poupat lze naložením do octa a soli připravit tzv. kapary chudých. Poupata jsou chutná i syrová, jsou nasládlá. Musejí však být zelená a pevná, nesmějí být sebeméně „nakvetlá“, to jsou již nahořklá.
Pampelišky jsou také významnými včelařskými rostlinami.

## Galerie

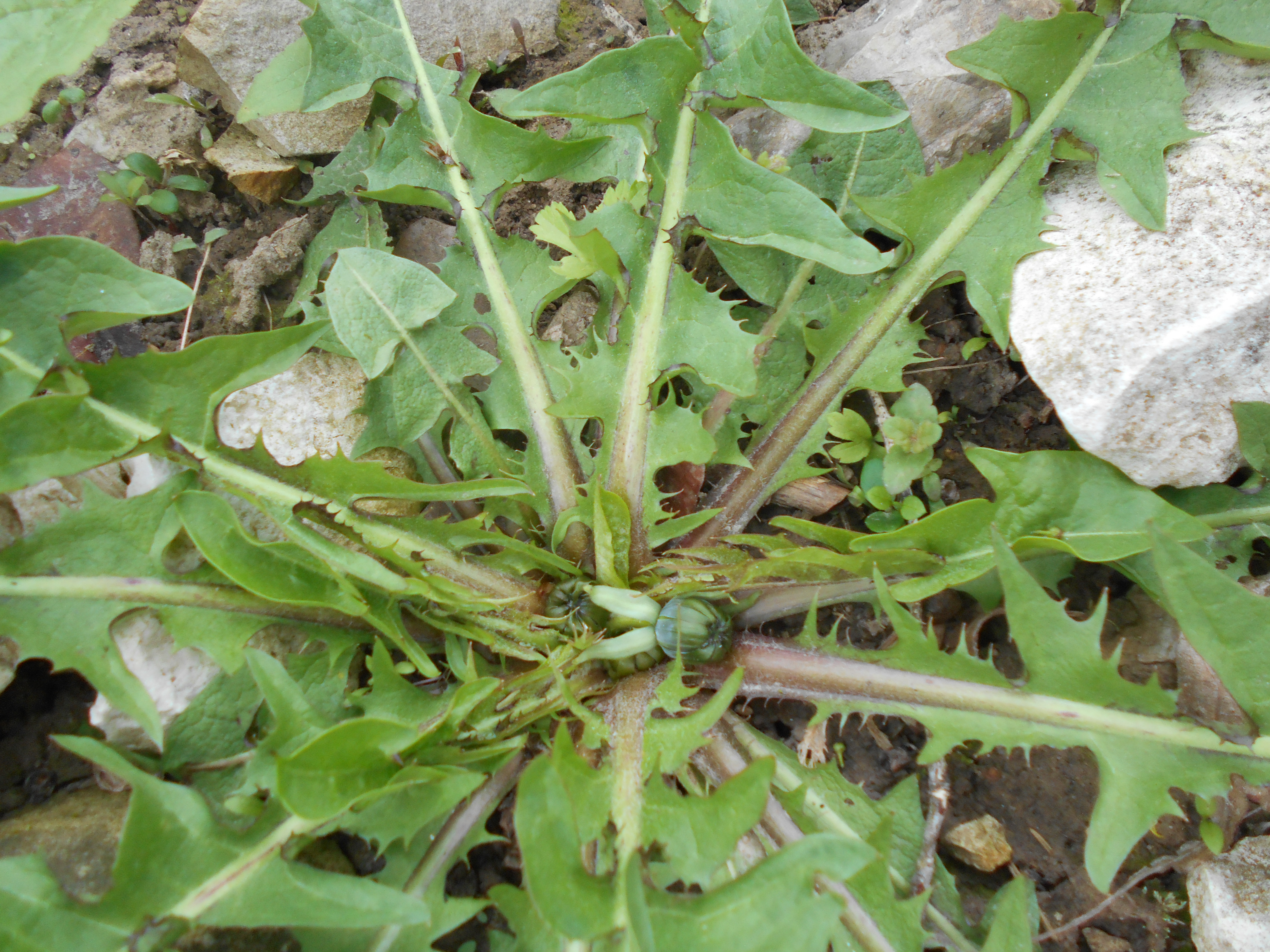
Poupata v listové růžici
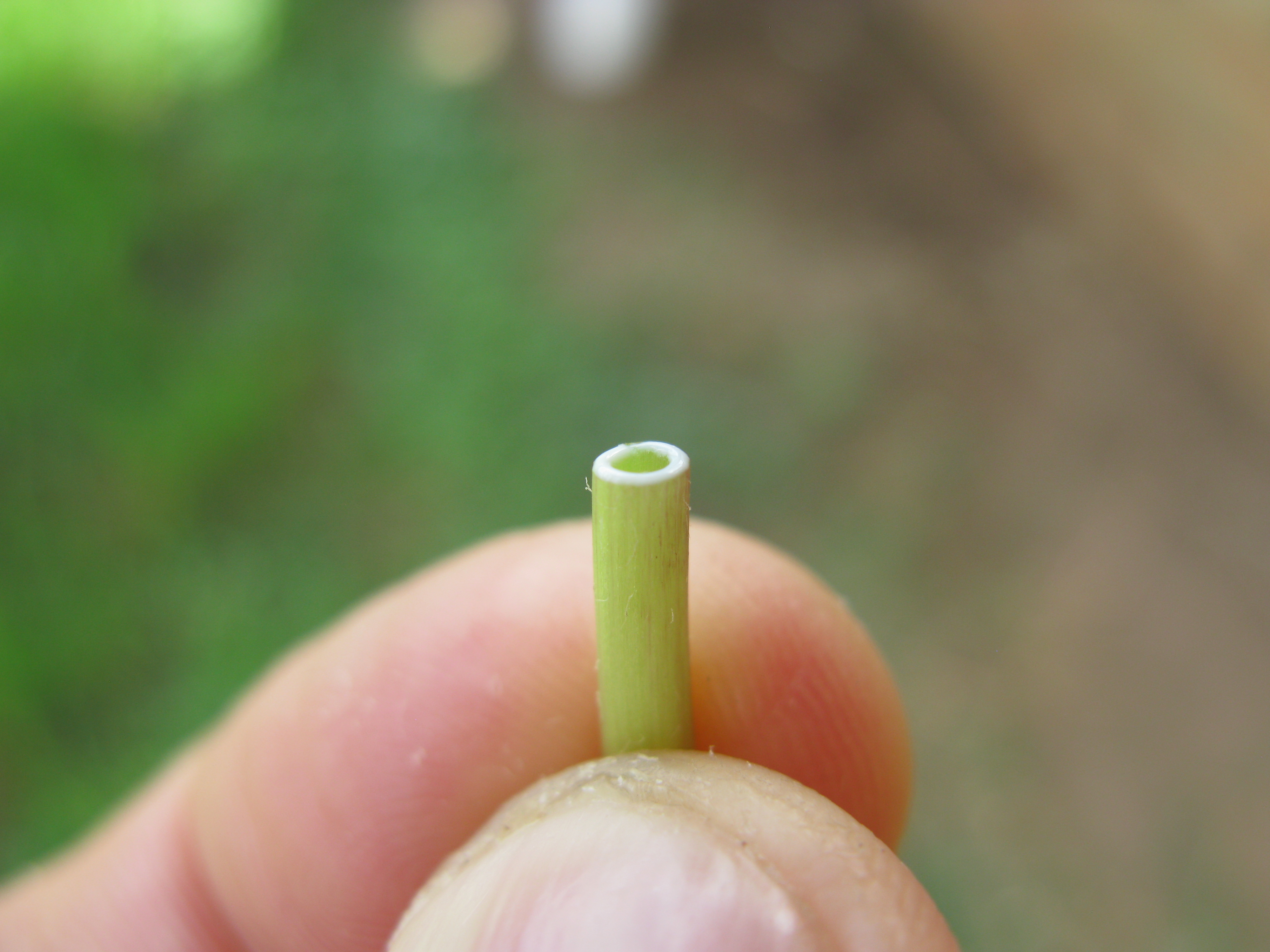
Dutý stonek ronící latex
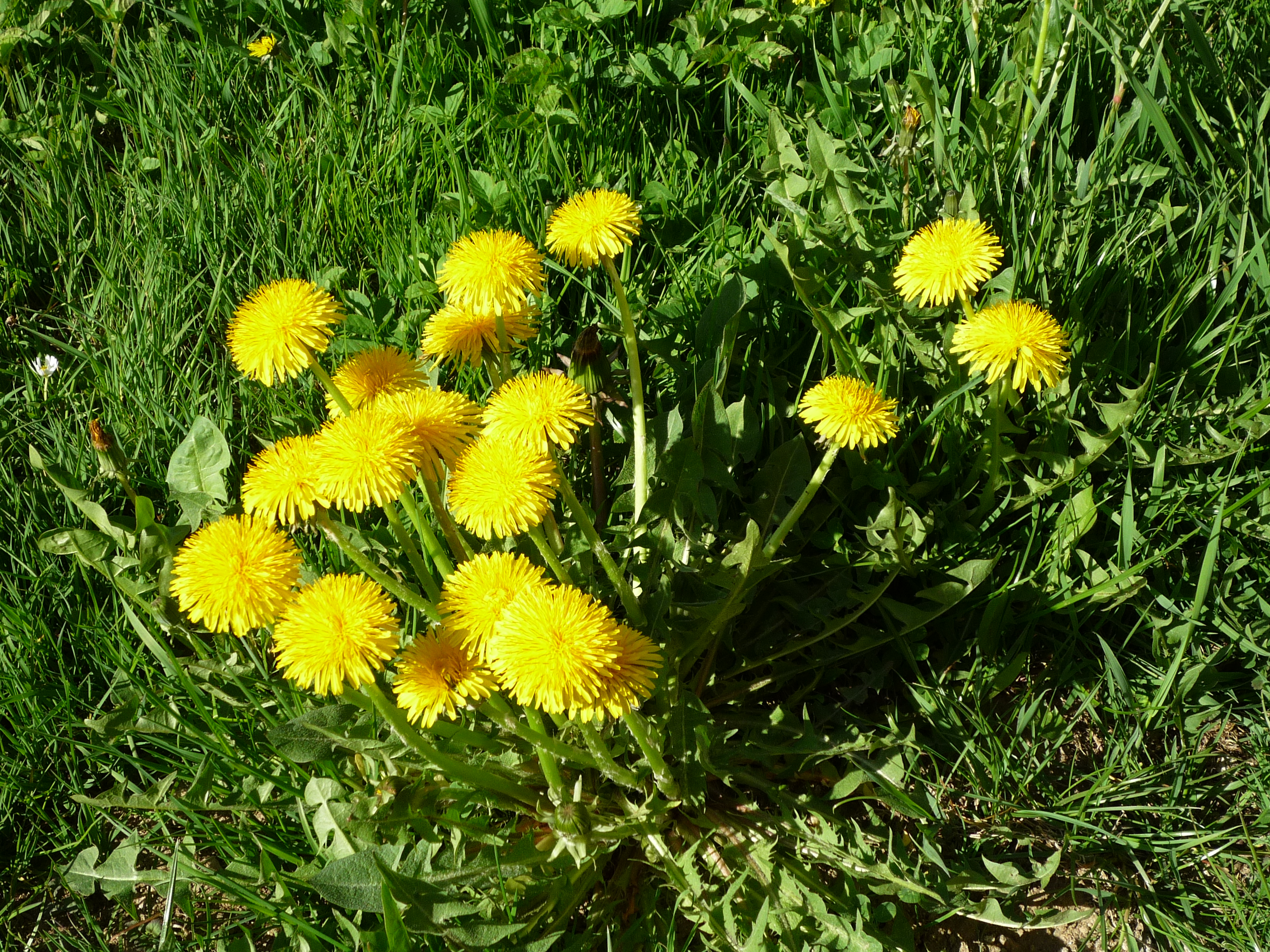
Habitus kvetoucí pampelišky; Pehled
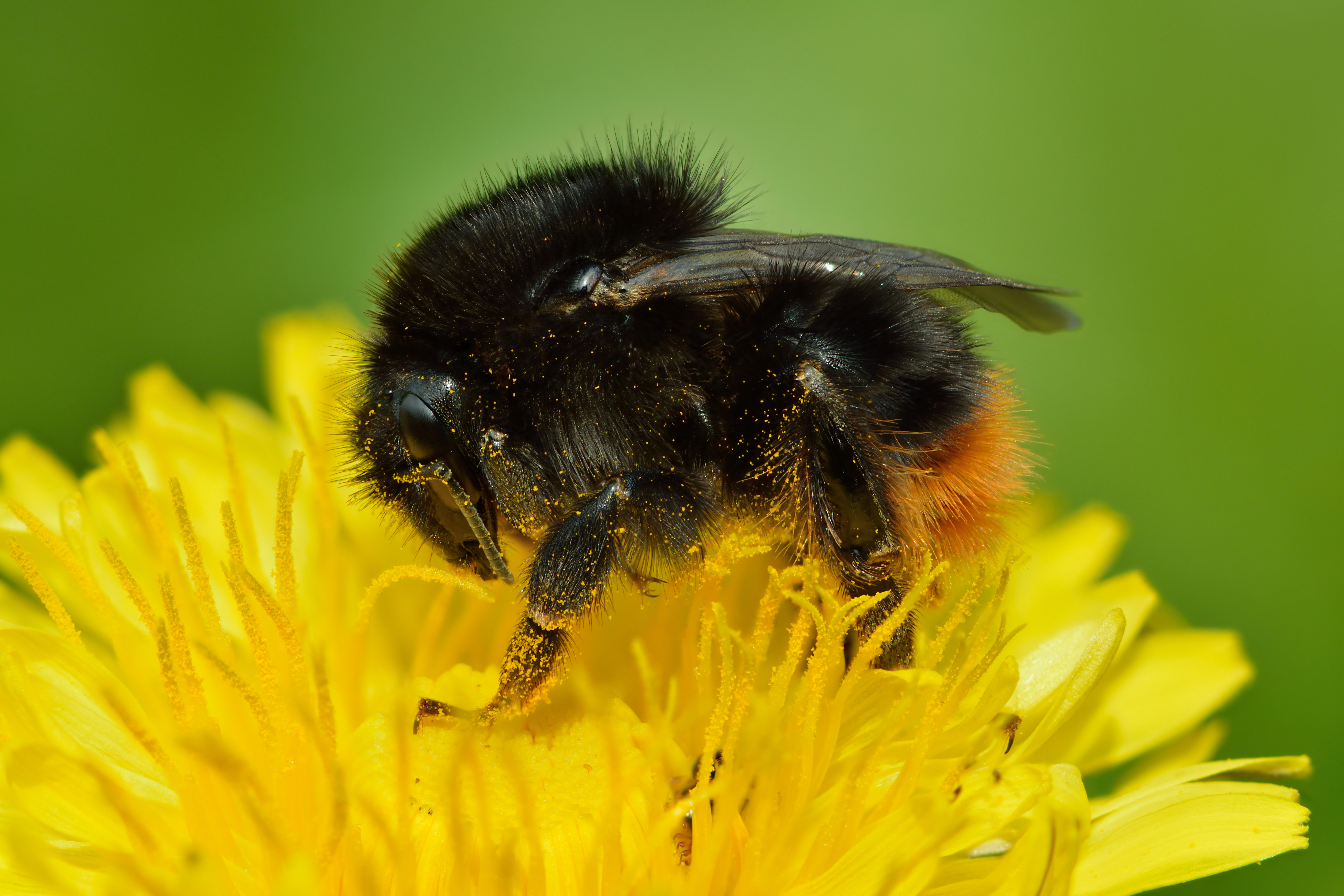
Čmelák úhorový na květu pampelišky
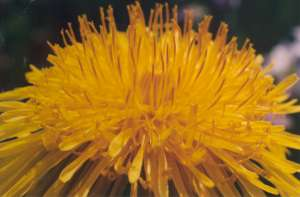
Detail květního úboru
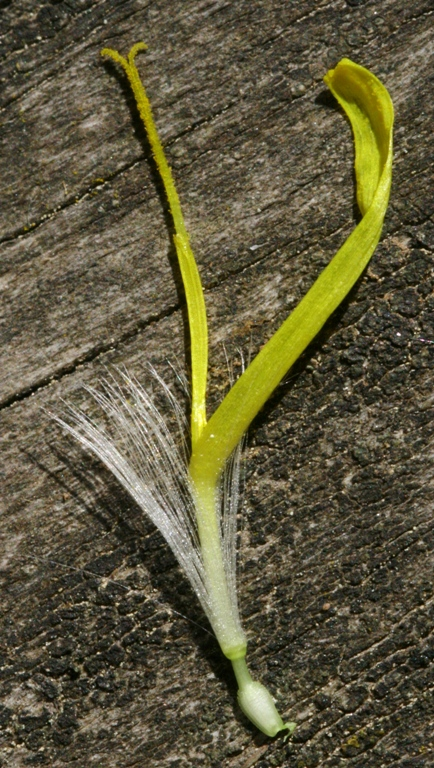
Jazykovitý květ z úboru
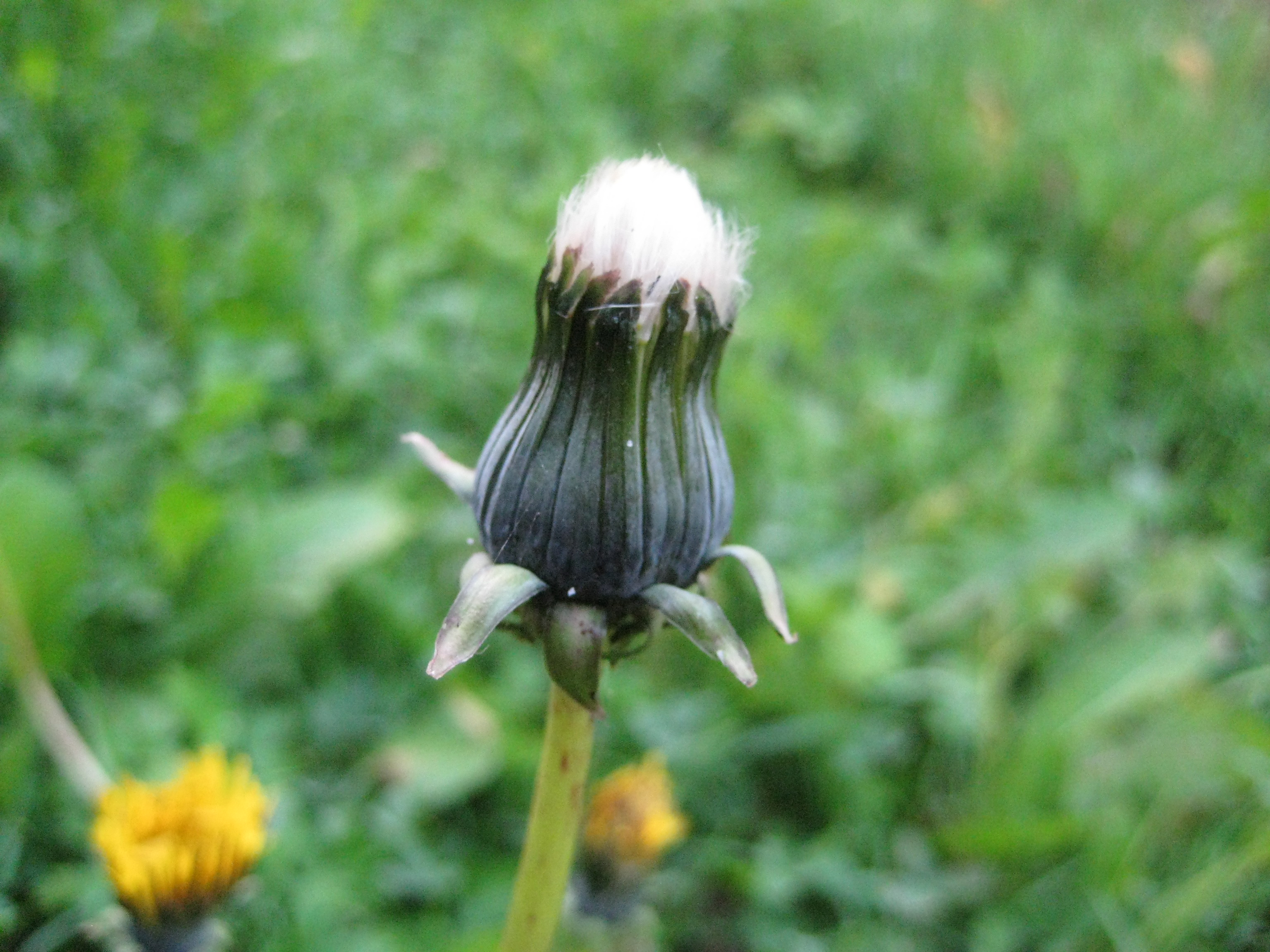
Po odkvětu
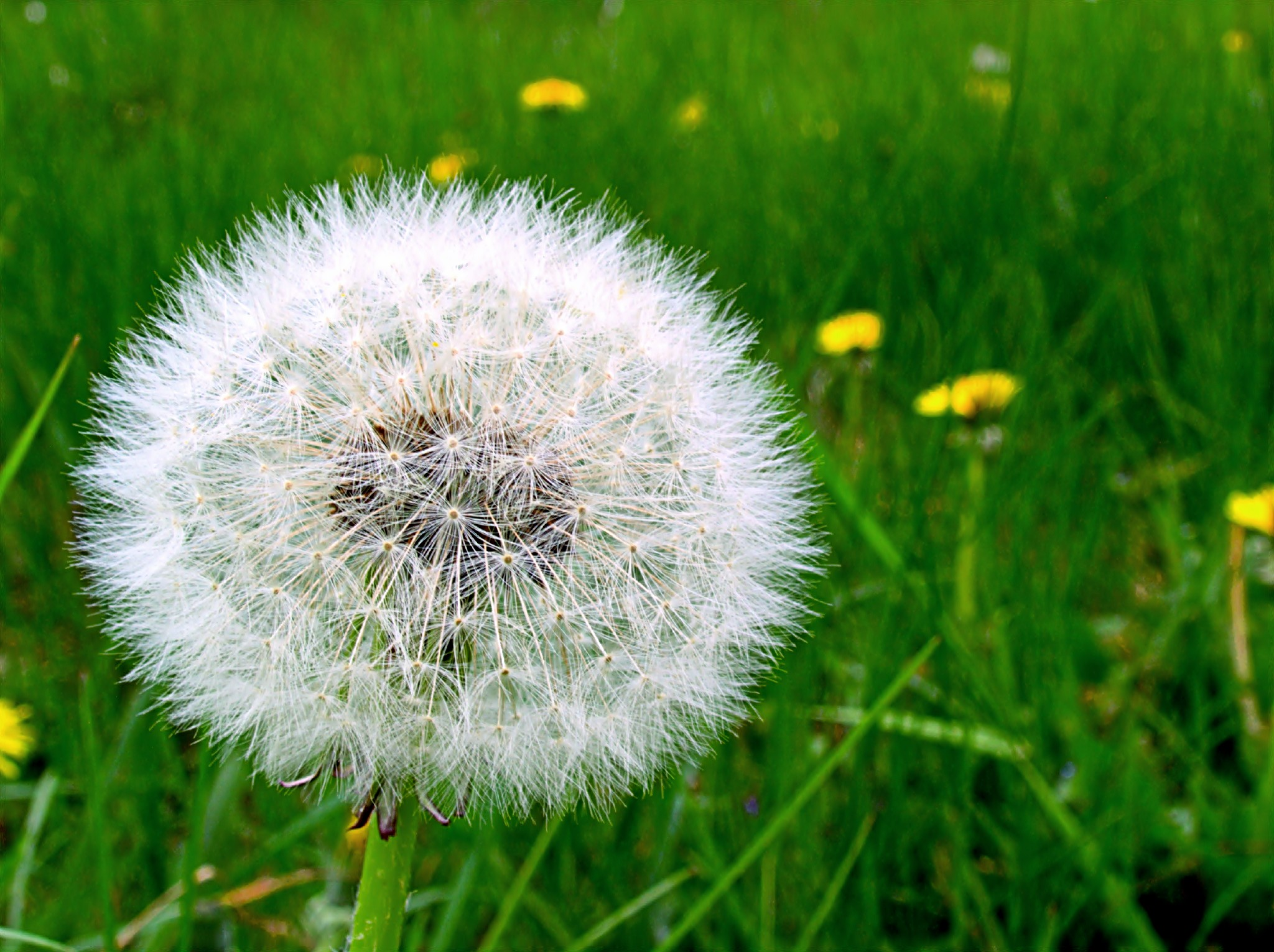
Po odkvětu; Münster
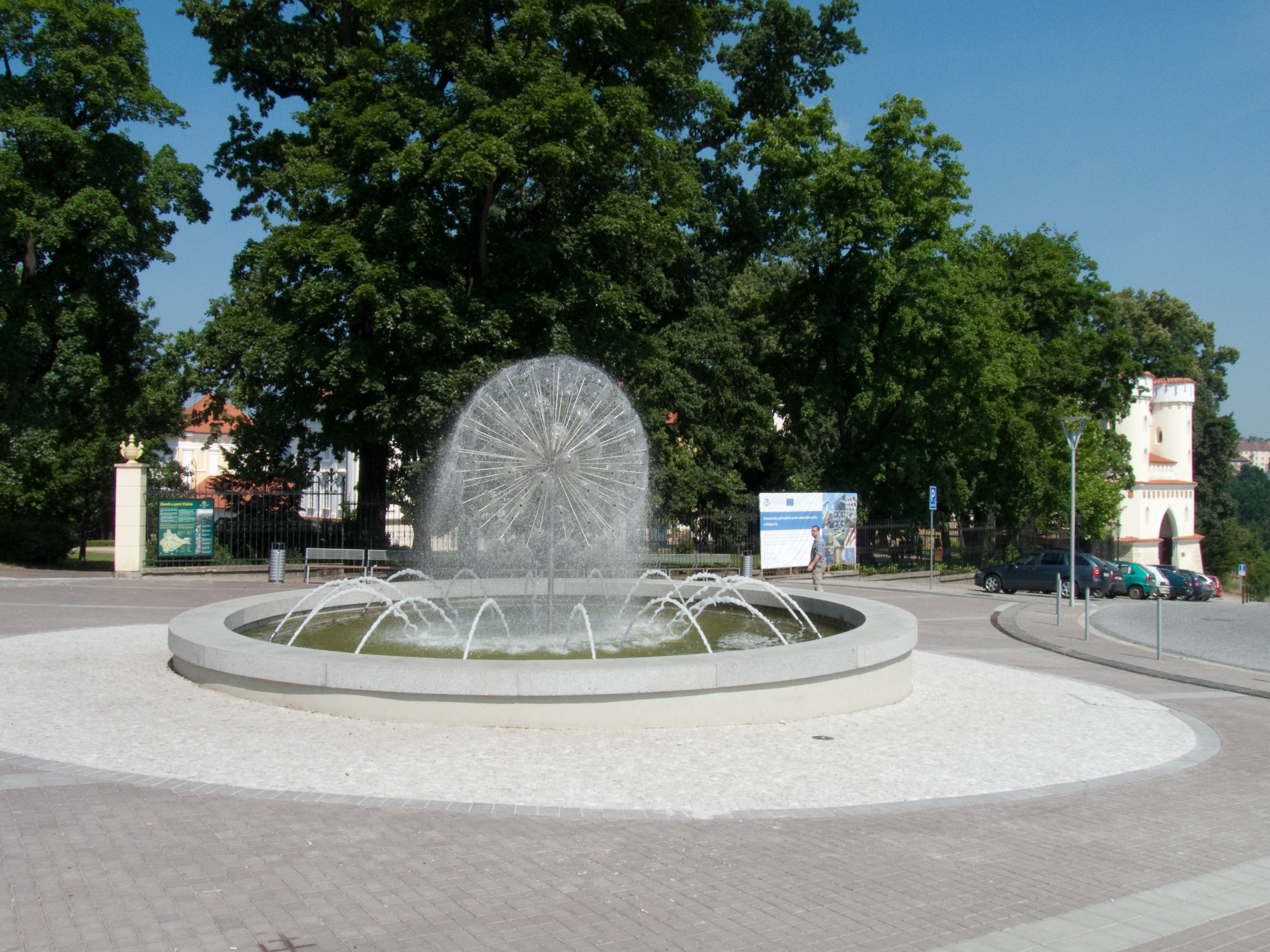
Fontána Pampeliška na Husově nám. ve Vlašimi
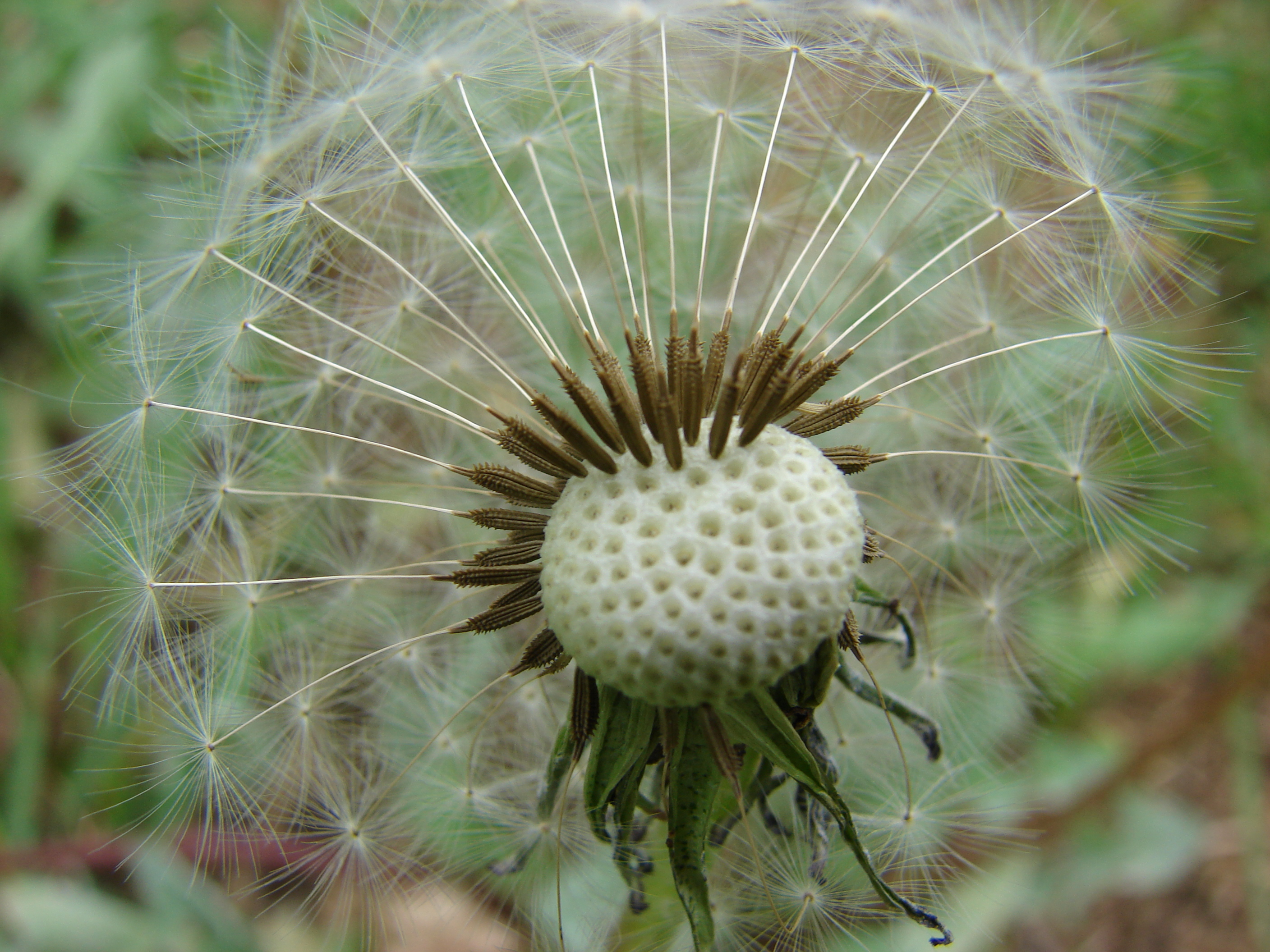
Taraxacum officinale; Kula, Maui
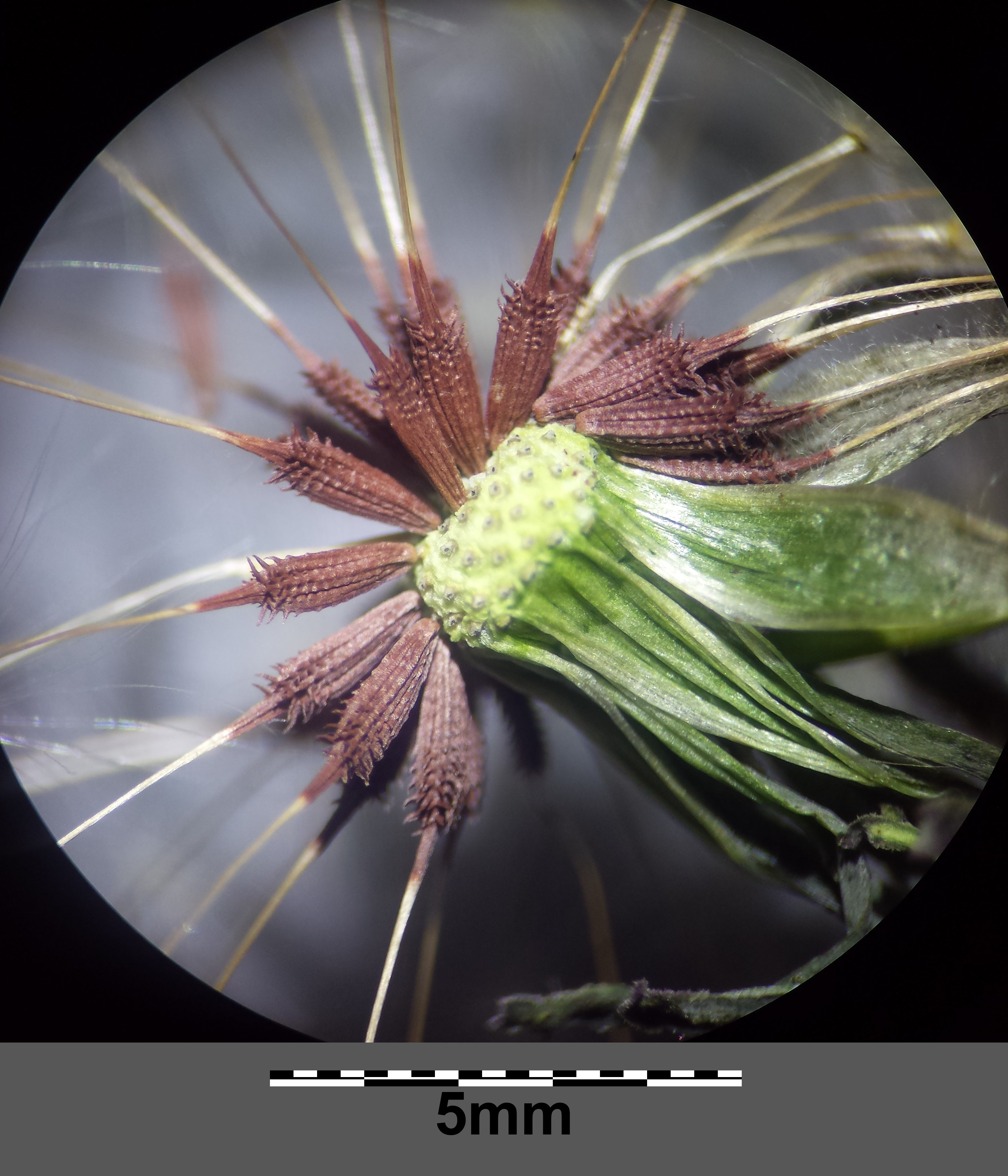
Taraxacum sect. Erythrosperma ss.
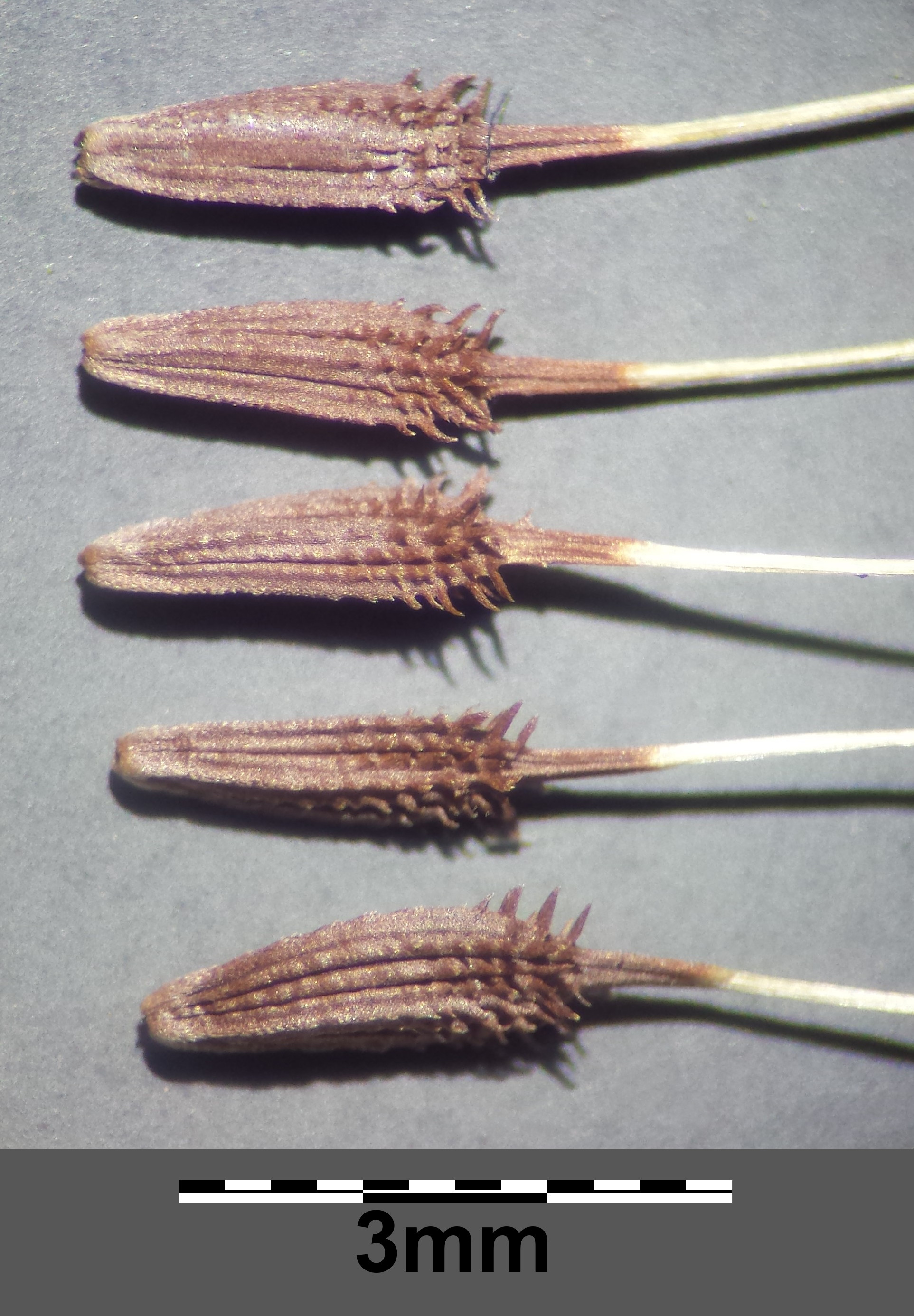
Nažky Taraxacum sect. Erythrosperma ss.
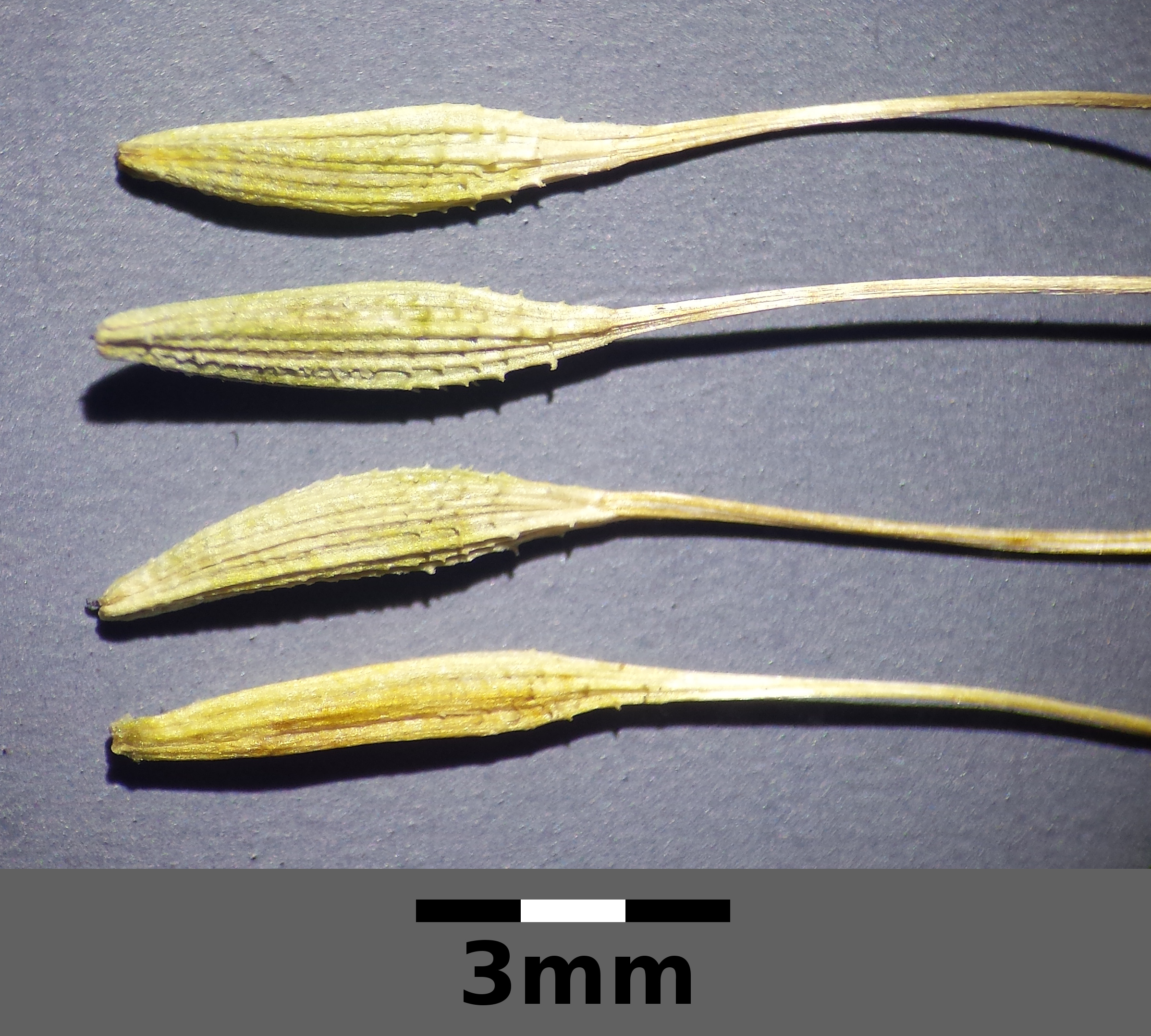
Nažky Taraxacum serotinum; PP Blauer Berg, Dolní Rakousy
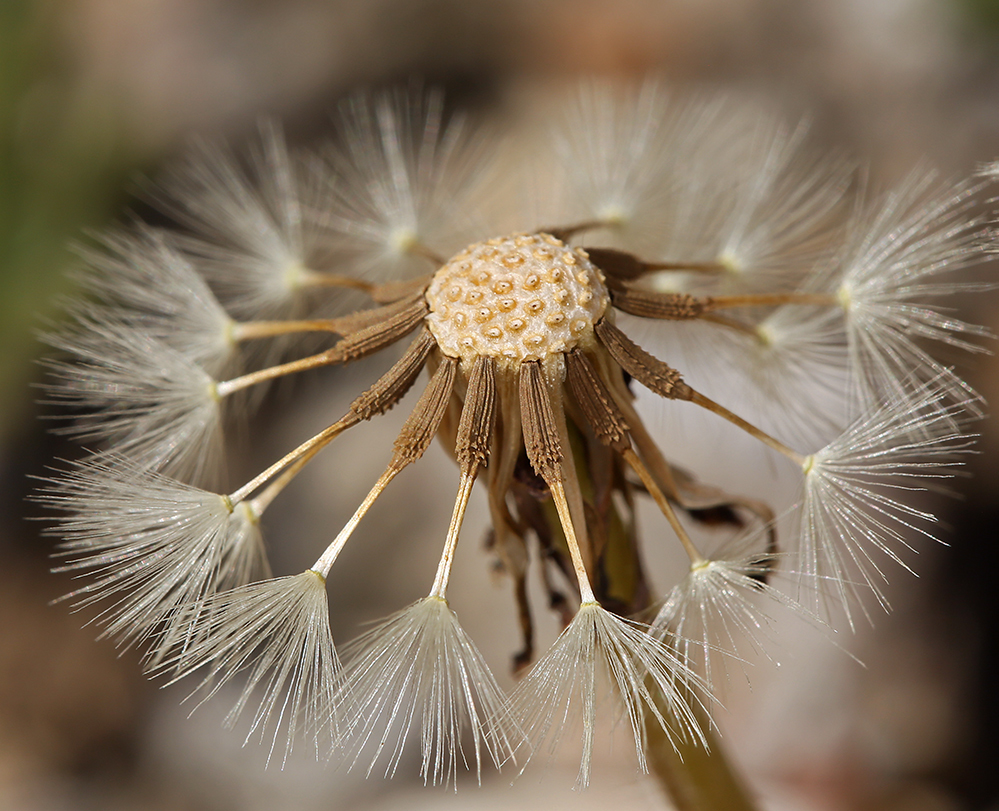
Nažky Taraxacum ceratophorum; Mono County, USA
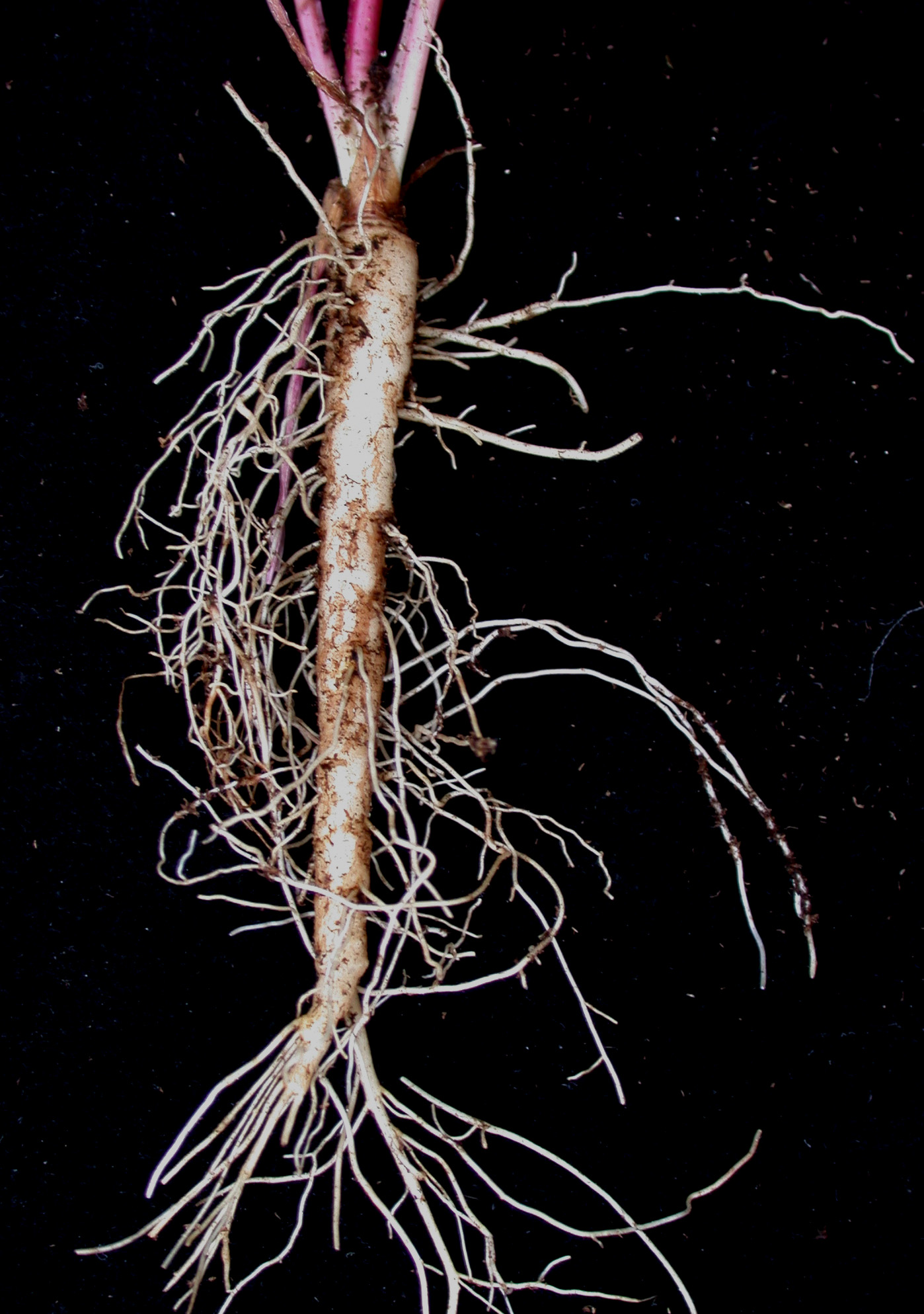
Kořen pampelišky
Pylová zrna Taraxacum officinale
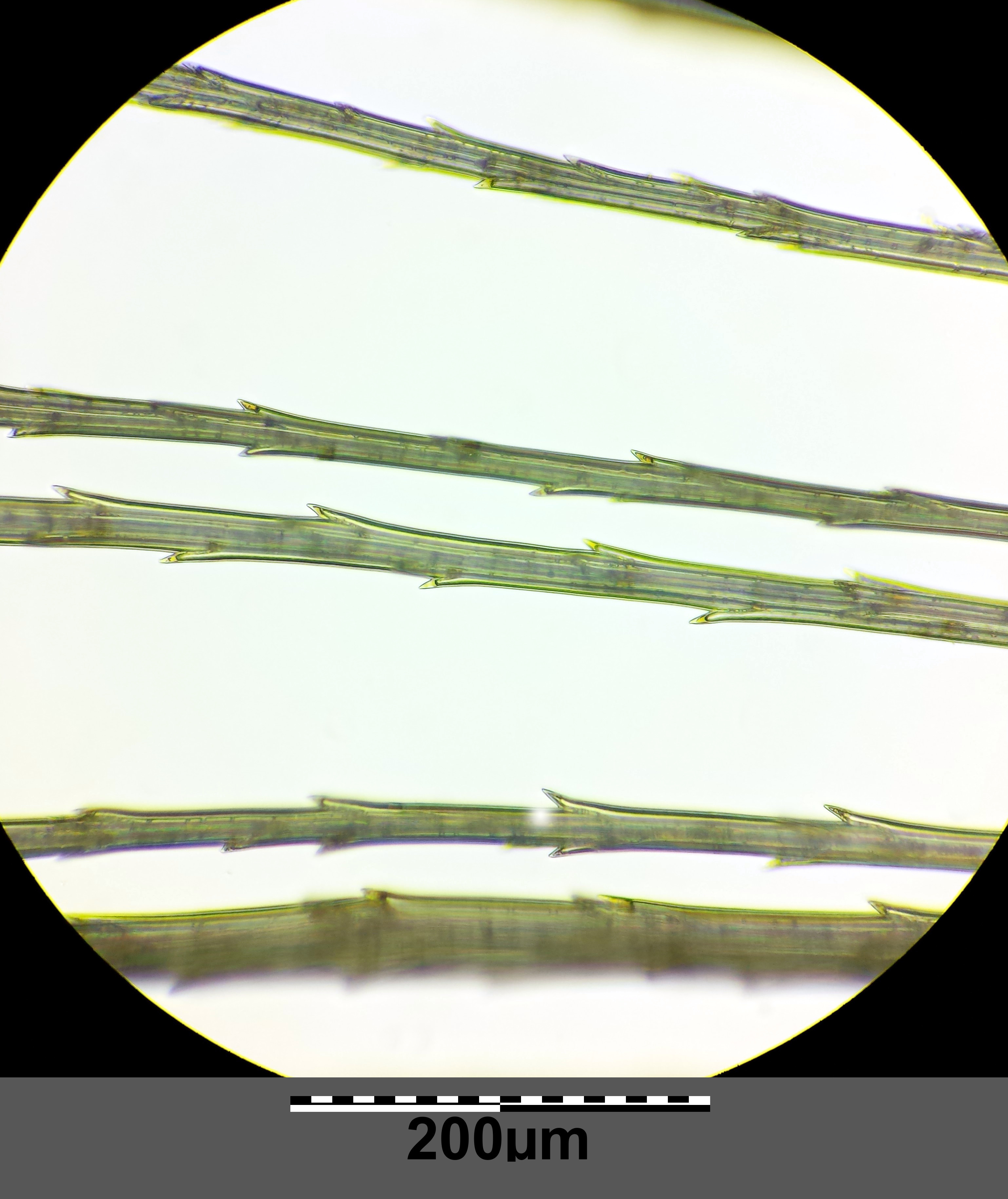
Chmýr Taraxacum bessarabicum ss.; Wörtenlacke, Neusiedl am See

### Obsahové látky
Zásobním cukrem je inulin namísto u rostlin obvyklého škrobu (inulin je vhodnější pro diabetiky). Dále obsahuje hořčiny taraxacin a taraxasterin, třísloviny, fytoncidy aj.